# Michael C. Gould

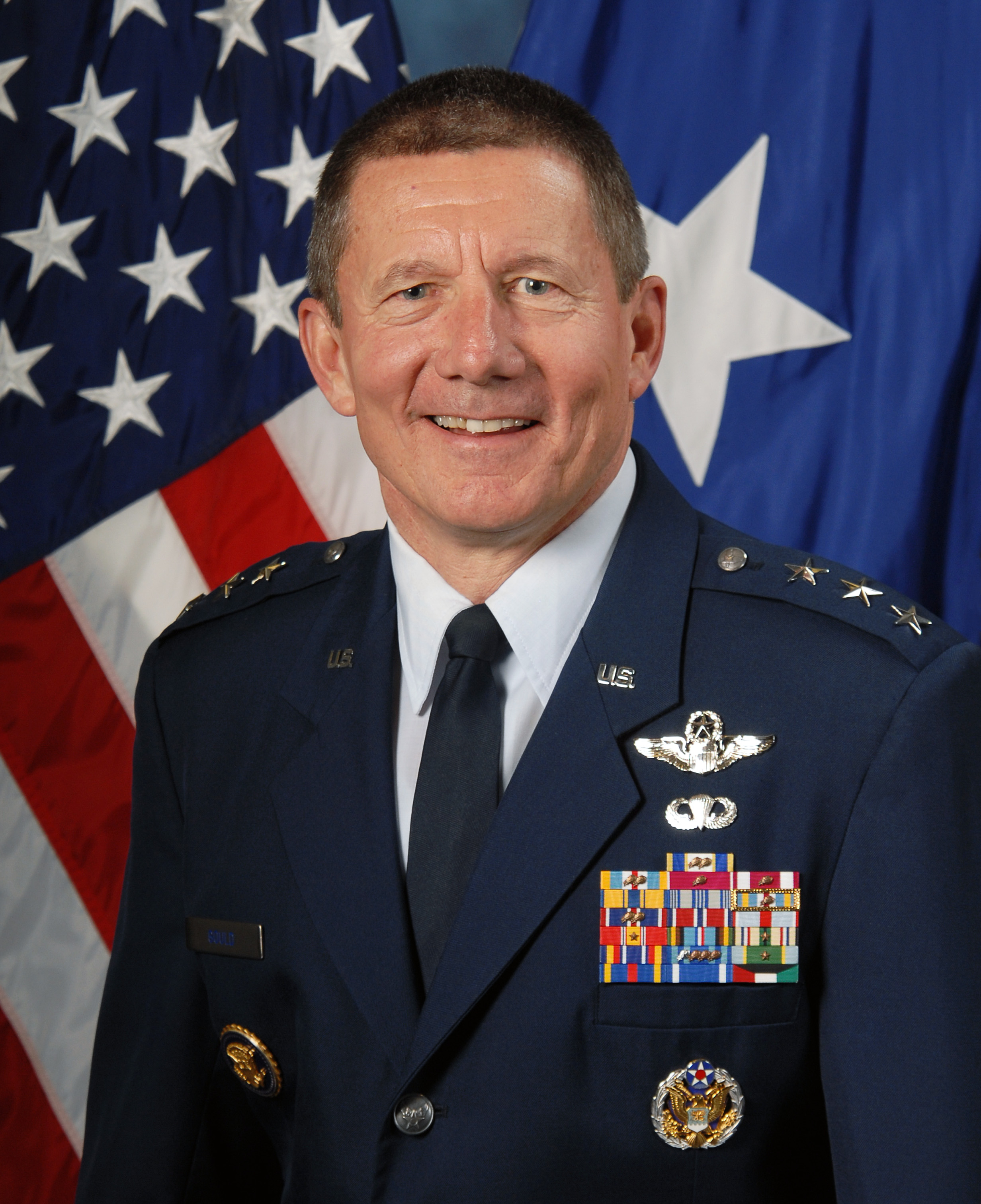
Michael C. Gould (2012)

Michael Carl Gould (* 21. Dezember 1953) ist ein pensionierter Generalleutnant der United States Air Force. Er war unter anderem Leiter (Superintendent) der United States Air Force Academy.

## Leben
Im Jahr 1976 absolvierte Michael Gould die United States Air Force Academy in Colorado Springs. Nach seiner Graduation wurde er als Leutnant in das Offizierskorps der Air Force aufgenommen. In der Folge durchlief er alle Offiziersgrade vom Leutnant bis zum Drei-Sterne-General.
Im Lauf seiner militärischen Karriere absolvierte er verschiedene Kurse und Schulungen. Dazu gehörten unter anderem eine Ausbildung zum Kampfpiloten und weitere Fortbildungskurse als Pilot neuer Flugzeugtypen; die Squadron Officer School auf der Maxwell Air Force Base in Alabama; das Air Command and Staff College, das sich ebenfalls auf der Maxwell AFB befindet, und das National War College in Fort Lesley J. McNair in Washington, D.C. Außerdem erhielt er akademische Grade von der Webster University, der Northwestern University und der Harvard Kennedy School.
Zu Beginn seiner Offizierslaufbahn war er bis 1977 Assistenztrainer für das Footballteam der Air Force Academy. In seinen frühen Jahren als Offizier der Luftwaffe war er dann an verschiedenen Stützpunkten in den Vereinigten Staaten stationiert. Dabei war er als Pilot, Flugausbilder oder Stabsoffizier bei unterschiedlichen Einheiten tätig. Dazwischen absolvierte er die erwähnten Schulungen. Als Stabsoffizier war er unter anderem im Hauptquartier der Air Force tätig.
Zwischen Februar 1995 und Juni 1996 kommandierte er als Oberst die auf der McGuire Air Force Base in New Jersey ansässige 305th Operations Group. Danach gehörte er bis zum April 1998 in unterschiedlichen Funktionen dem Stab des Hauptquartiers der Air Force an. Es folgte eine Versetzung zur McConnell Air Force Base in Kansas. Dort kommandierte Michael Gould zwischen April 1998 und Januar 1999 das 22. Betankungsgeschwader (22nd Air Refueling Wing). Anschließend übernahm er auf der Altus Air Force Base in Oklahoma das Kommando über das 97. Geschwader (97th Air Mobility Wing), das er bis zum August 2000 innehatte.
Sein nächster Auftrag führte ihn nach Cheyenne Mountain in Colorado. Auf dem dortigen Militärstützpunkt kommandierte er zwischen September 2000 und Mai 2002 das Cheyenne Mountain Operations Center. Danach kehrte er zum Hauptquartier der Luftwaffe zurück, wo er bis zum Juli 2004 Abteilungsleiter in dessen Stabsabteilung für Operationen war. Es folgte eine Versetzung nach England. Auf der Royal Air Force Base Mildenhall hatte er zwischen Juli 2004 und November 2005 den Oberbefehl über die 3. Luftflotte (Third Air Force).
Als Nächstes wurde er mit dem Kommando über die 2. Luftflotte (Second Air Force) betraut, deren Hauptquartier sich auf der Keesler Air Force Base in Mississippi befand. Diese Aufgabe nahm er zwischen November 2005 und Mai 2008 wahr. Danach war er bis zum Mai 2009 auf der Scott Air Force Base in Illinois Stabsoffizier in der Abteilung für Operationen und Planungen beim United States Transportation Command.
Sein letzter Auftrag führte ihn nach Colorado Springs zur United States Air Force Academy. Am 9. Juni 2009 übernahm er dort in der Nachfolge von John F. Regni als Superintendent die Leitung dieser Ausbildungsstätte. Dieses Amt bekleidete er bis zum 12. August 2013, als er von Michelle D. Johnson abgelöst wurde. Anschließend schied er aus dem aktiven Militärdienst aus.
Während seiner aktiven Zeit als Militärpilot absolvierte er über 3100 Flugstunden auf verschiedenen Flugzeugtypen.
Nach seiner Pensionierung gab es Vorwürfe gegen ihn, er habe während seiner Amtszeit als Superintendent der Air Force Academy Fälle von Drogenmissbrauch und sexuellen Übergriffen nicht sorgfältig verfolgt. Letztlich wurde er von diesen Vorwürfen entlastet. Danach wurde er Vorsitzender seiner in Colorado Springs ansässigen Beraterfirma The Gould Group, LLC. Außerdem ist er Vorstandsmitglied verschiedener Stiftungen, wozu auch die Air Force Academy Foundation gehört.

## Daten der Beförderungen
| Abzeichen | Rang               | Jahr              |
| --------- | ------------------ | ----------------- |
|           | Second Lieutenant  | 2. Juni 1976      |
|           | First Lieutenant   | 2. Juni 1978      |
|           | Captain            | 2. Juni 1980      |
|           | Major              | 1. August 1987    |
|           | Lieutenant Colonel | 1. Juli 1991      |
|           | Colonel            | 1. Februar 1995   |
|           | Brigadier General  | 1. September 2000 |
|           | Major General      | 1. September 2003 |
|           | Lieutenant General | 9. Juni 2009      |

## Orden und Auszeichnungen
Michael Gould erhielt im Lauf seiner militärischen Laufbahn unter anderem folgende Auszeichnungen:
- Air Force Distinguished Service Medal
- Defense Superior Service Medal
- Legion of Merit
- Meritorious Service Medal
- Air Force Commendation Medal
- Air Force Achievement Medal
- Global War on Terrorism Service Medal